# Miyeokguk
La miyeokguk (미역국?, miyŏk-kukMR) è una zuppa (guk) tipica della cucina coreana a base di alghe.

## Preparazione
La preparazione della miyeokguk comincia sciacquando le alghe wakame, che vengono poi strizzate e mescolate a manzo macinato, aglio tritato, gomasio, olio di semi di sesamo e salsa di soia. Il tutto viene saltato in padella prima di aggiungere dell'acqua e portare a ebollizione.

## Varianti
La miyeok-ongsimi (미역옹심이?) è una variante della miyeokguk che prevede l'aggiunta di gnocchetti di riso glutinoso chiamati saealsim (새알심?).
Nelle zone costiere vengono aggiunti altri prodotti ittici come i ricci di mare. Sull'isola di Jeju si usano tipicamente Branchiostegus japonicus, polpo e molluschi come il paleo cornuto. A Tongyeong nel Sud Gyeongsang si cucina con il Platycephalus indicus e varie tipologie di Scorpaeniformes.

## Consumo
Sin dall'antichità, la miyeokguk è considerata un piatto essenziale da servire alle donne che hanno appena partorito, a quelle che allattano, e ai lattanti, poiché ricca di calcio e iodio. Privata del manzo, è il primo pasto consumato dalla puerpera dopo aver partorito, e tradizionalmente viene mangiata anche ai compleanni per onorare le madri.

## Storia
Secondo il Chohakgi, un registro storico della dinastia cinese Tang, l'usanza di servire la miyeokguk alle puerpere è iniziata durante il regno di Goryeo, quando la gente notò che le balene si nutrivano di alghe dopo aver dato alla luce i cuccioli. Secondo una leggenda raccontata nel 1778 alla corte cinese, un uomo stava facendo il bagno nel mare quando una balena che aveva appena partorito salì in superficie a respirare e lo risucchiò. La pancia dell'animale era piena di alghe, e l'uomo osservò che il sangue cattivo si era trasformato in acqua. Tornato difficoltosamente in libertà, informò i suoi conoscenti che le balene si nutrivano di alghe dopo il parto e la gente, comprendendone i benefici, iniziò a fare lo stesso. La miyeokguk veniva anche dedicata alle Samsin Halmeoni, le dee del parto, posizionandone una ciotola accanto al cuscino della donna incinta una settimana prima della nascita del bambino come portafortuna.
L'usanza di far mangiare la zuppa di alghe alla madre e al padre non è ben documentata nei diari della dinastia Joseon, ma si presume che fosse praticata in alcune province e famiglie già in precedenza e che si sia diffusa in tutto il Paese sul finire del regno, divenendo più comune durante il XIX secolo. Un ricettario pubblicato nel 1921 parla di una meyeokguk (메역국?) che veniva servita in primavera, autunno o inverno, e il consumo della zuppa d'alghe è accertato anche dallo studioso di medicina orientale Jo Heon-yeong in un suo scritto del 1934.

## Nella cultura popolare
Secondo una credenza popolare, la frase "ho mangiato la miyeokguk" ha due significati: "è stato il mio compleanno" e "ho fallito un esame". Quest'ultimo sarebbe dovuto al fatto che la superficie scivolosa delle alghe richiama l'atto di scivolare, cadendo a terra. Il dizionario pubblicato dalla Korean Language Society nel 1957 lo cita come "termine che si riferisce alla dissoluzione o alla separazione di un'organizzazione", e ne attribuisce l'origine allo scioglimento forzato dell'esercito di Joseon nell'agosto 1907 che, non potendo essere annunciato direttamente, venne metaforicamente paragonato a un parto per l'assonanza tra questa parola e "dissoluzione": in coreano, infatti, si dicono entrambe haesan, ma sono scritte con hanja diversi. Tale etimologia è comprovata dal fatto che la frase "ho mangiato la miyeokguk" sia stata usata con questo significato metaforico in giornali, riviste e romanzi durante il periodo coloniale giapponese.